# دراسات إثيوبية
الدراسات الإثيوبية هي حقل أكاديمي متعدد النواحي والاهتمامات، يجمع بينها جميعا كونها موجهة بالأساس للبحث والتركيز في المواضيع المتلعقة بإثيوبيا.

أو هي كل بحث أكاديمي متعلق بإثيوبيت في شتى التخصصات مثل: الإنثروبولوجيا والإثنولوجيا، و الآثار، و الإثنولوجي، و التاريخ والجغرافيا، اللغات والأدب والفنون. الدين والثقافة و المعلومات الأساسية، كما يشمل السياق التاريخي لمنطقة القرن الأفريقي. هناك عدد كبير من الدراسات التي تم إصدراها في هذا المجال الأكاديمي، أهمها هو موسوعة إثيوبيا

## موسوعة إثيوبيا
اقرأ المقالة الكاملة في موسوعة إثيوبيا

## أشهر المتخصصين في الدرسات الإثيوبية
- وولف ليسالو: عالم لغويات أمريكي متخصص في اللغات السامية الإثيوبية.
- مارسيل كوهين: عالم لغويات فرنسي متخصص في اللغات السامية الإثيوبية.
- سيغبيرت أوليغ: رئيس تحرير موسوعة إثيوبيا و أستاذ كرسي الدرسات الإثيوبية بمعهد الدراسات الأفريقية والآسيوية بجامعة هامبورغ الألمانية.